# Alberto Quintano
Alberto Quintano, né le 26 avril 1946, est un joueur international et entraîneur de football chilien.
Surnommé El Mariscal (« Le Maréchal »), il joue comme défenseur, essentiellement à l'Universidad de Chile.

## Carrière de joueur
Quintano débute à l'Universidad de Chile en 1965. Les années 1960 sont glorieuses pour la « U », qui remporte le championnat du Chili en 1965, 1967 et 1969, ainsi que le Torneo Metropolitano de Santiago en 1968 et 1969 et la Copa Francisco Candelori en 1969. L'équipe réalise un parcours brillant lors de la Copa Libertadores 1970 mais s'incline en demi-finale, après match d'appui, face au Peñarol.
En 1971, Quintano part au Mexique, à Cruz Azul, où il forme avec Javier Guzmán une paire de défenseurs redoutée. Il y remporte de nombreux titres : Coupe des clubs champions de la CONCACAF en 1972, championnat mexicain en 1972, 1973 et 1974, et enfin supercoupe du Mexique en 1974.
Il revient à Universidad de Chile en 1977. Le club n'est plus dominateur sur le football chilien, mais il remporte malgré tout la Copa Chile en 1979 et la Liguilla Pre-Libertadores en 1980. Il termine sa carrière sportive avec deux courts contrats à l'Universidad Católica en 1981, et au Club Deportivo Magallanes en 1982.
Quintano réalise également une belle carrière avec l'équipe nationale du Chili, dont il porte le maillot à partir de 1967. Il forme avec Elías Figueroa un duo de défenseurs réputé pendant la Coupe du monde de 1974. Lors du mondial organisé en Allemagne, il joue trois matchs, tous disputés à Berlin-Ouest : contre la RFA, la RDA, et enfin l'Australie.
Il participe également aux qualifications pour les Coupes du monde de 1970 et 1978, dont le Chili ne parvient pas à s'extraire.  
Quintano met un terme à sa carrière internationale après la Copa América 1979, dont le Chili est finaliste malheureux (défaite en match d'appui face au Paraguay). Il compte à la fin de sa carrière 49 sélections avec le Chili.

## Carrière d'entraîneur
Quintano se reconvertit d'abord comme entraîneur de jeunes à Universidad de Chile, avant que Cruz Azul ne lui propose le poste d'entraîneur, qu'il occupe de septembre 1983 à mai 1985. Ses résultats y sont plutôt bons mais ne lui permettent pas de remporter le titre espéré. 
Il retourne ensuite au Chili où il dirige tour à tour Everton, le Deportes La Serena puis la « U », en 1987 et en 1991, où il parvient à sauver le club de la relégation. En 1992-1993, il est directeur sportif d'Universidad de Chile.
Par la suite, il prend des responsabilités au sein des instances du football chilien. Il accompagne notamment Nelson Acosta pendant son mandat à la tête de la sélection chilienne, qui se qualifie et brille à la Coupe du monde 1998 en France. Il travaille ensuite à l'Instituto Nacional del Fútbol.
En 2009, Alberto Quintano remplace Eduardo de la Torre comme directeur sportif de Cruz Azul. Il y reste jusqu'en 2013. Sous sa direction, le club est deux fois deuxième du championnat, et finaliste malheureux de la Ligue des champions de la CONCACAF.
Il fait son retour à l'Universad de Chile en 2014, comme dirigeant.

## Statistiques
Quintano joue 379 matchs et marque 9 buts avec l'Universidad de Chile.